# Карло Корна
Карло Корна (італ. Carlo Corna, 20 серпня 1891, Верчеллі — 17 червня 1964, Фйоренцуола-д'Арда) — італійський футболіст, що грав на позиції нападника за клуб «Про Верчеллі», у складі якого — п'ятиразовий чемпіон Італії, а також за національну збірну Італії. По завершенні ігрової кар'єри — тренер.

## Клубна кар'єра
У дорослому футболі дебютував 1909 року виступами за команду «Про Верчеллі» з рідного міста, що на той час була діючим чемпіоном Італії. Захищав її кольори протягом тринадцяти років, був одним з головних бомбардирів, маючи середню результативність на рівні 0,37 гола за гру першості, п'ять разів виборював титул чемпіона країни.

## Виступи за збірну
На початку 1911 року дебютував в офіційних матчах у складі національної збірної Італії.
Загалом протягом кар'єри у національній команді, яка тривала п'ять років, провів у її формі 8 матчів.

## Кар'єра тренера
Розпочав тренерську кар'єру невдовзі по завершенні кар'єри гравця, 1923 року, очоливши тренерський штаб «Фаенци».
Згодом тренував «Фіоренцуолу», а 1933 року став головним тренером «П'яченци», яку тренував протягом п'яти років.
Протягом 1946—1947 років знову працював із «Фіоренцуолою».
Помер 17 червня 1964 року на 73-му році життя у місті Фйоренцуола-д'Арда.
| Дата       | Місто  | Господарі | Результат | Гості     | Турнір           | Голи | Примітки |
| ---------- | ------ | --------- | --------- | --------- | ---------------- | ---- | -------- |
| 6-1-1911   | Мілан  | Італія    | 0 – 1     | Угорщина  | товариський матч | -    |          |
| 22-12-1912 | Генуя  | Італія    | 1 – 3     | Австрія   | товариський матч | -    |          |
| 1-5-1913   | Турин  | Італія    | 1 – 0     | Бельгія   | товариський матч | -    |          |
| 15-6-1913  | Відень | Австрія   | 2 – 0     | Італія    | товариський матч | -    |          |
| 29-3-1914  | Турин  | Італія    | 2 – 0     | Франція   | товариський матч | -    |          |
| 5-4-1914   | Генуя  | Італія    | 1 – 1     | Швейцарія | товариський матч | -    |          |
| 17-5-1914  | Берн   | Швейцарія | 0 – 1     | Італія    | товариський матч | -    |          |
| 31-1-1915  | Турин  | Італія    | 3 – 1     | Швейцарія | товариський матч | -    |          |
| Усього     |        | Матчів    | 8         |           | Голів            | 0    |          |

## Титули і досягнення
- Чемпіон Італії (5):

«Про Верчеллі»: 1909, 1910–1911, 1911–1912, 1912–1913, 1920–1921